# 台中市公車58路
台中市公車58路行駛自中山醫學大學至潭子勝利運動公園，由全航客運營運。本路線主要行駛於崇德路，路線行經許多重點學區，為重要路線之一。

## 歷史

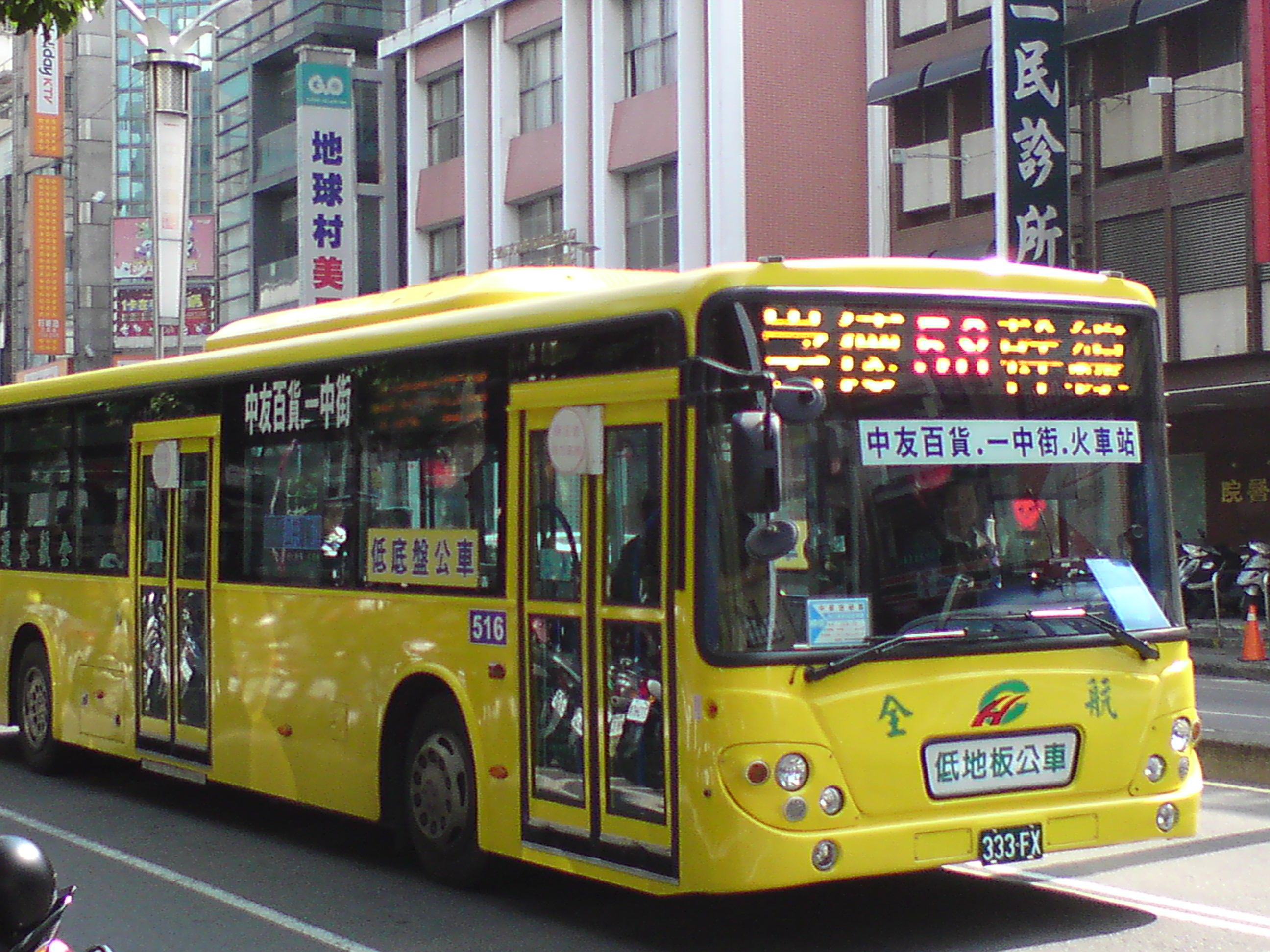
2010年1月1日：58路通車，為2010年TTJ捷運公車之一，路線名稱為崇德幹線，由全航客運營運。
- 2011年2月14日：原明德女中端點，延駛至南區區公所。
- 2012年9月24日：於尖峰時刻增開區間車（北屯區行政大樓→南區區公所）、（明德女中→潭子勝利公園）。
- 2013年8月30日：增停「崇德六路口」。
- 2014年1月20日：終點站變更為「大慶活動中心」站，增設「東興樹義一巷口」、「東興復興北路口」、「大慶活動中心」三站，裁撤「南區公所」。[1]
- 2014年1月29日：配合「明德女中」改名為「明德高中」，原「明德女中」、「明德女中（明德街）」更名為「明德高中（臺中路）」、「明德高中（明德街）」。
- 2014年：配合「臺中高農」改名為「興大附農」，原「臺中高農（臺中路）」更名為「興大附農（臺中路）」。
- 2015年5月1日：「聖德禪寺」更名為「崇德青島路口」
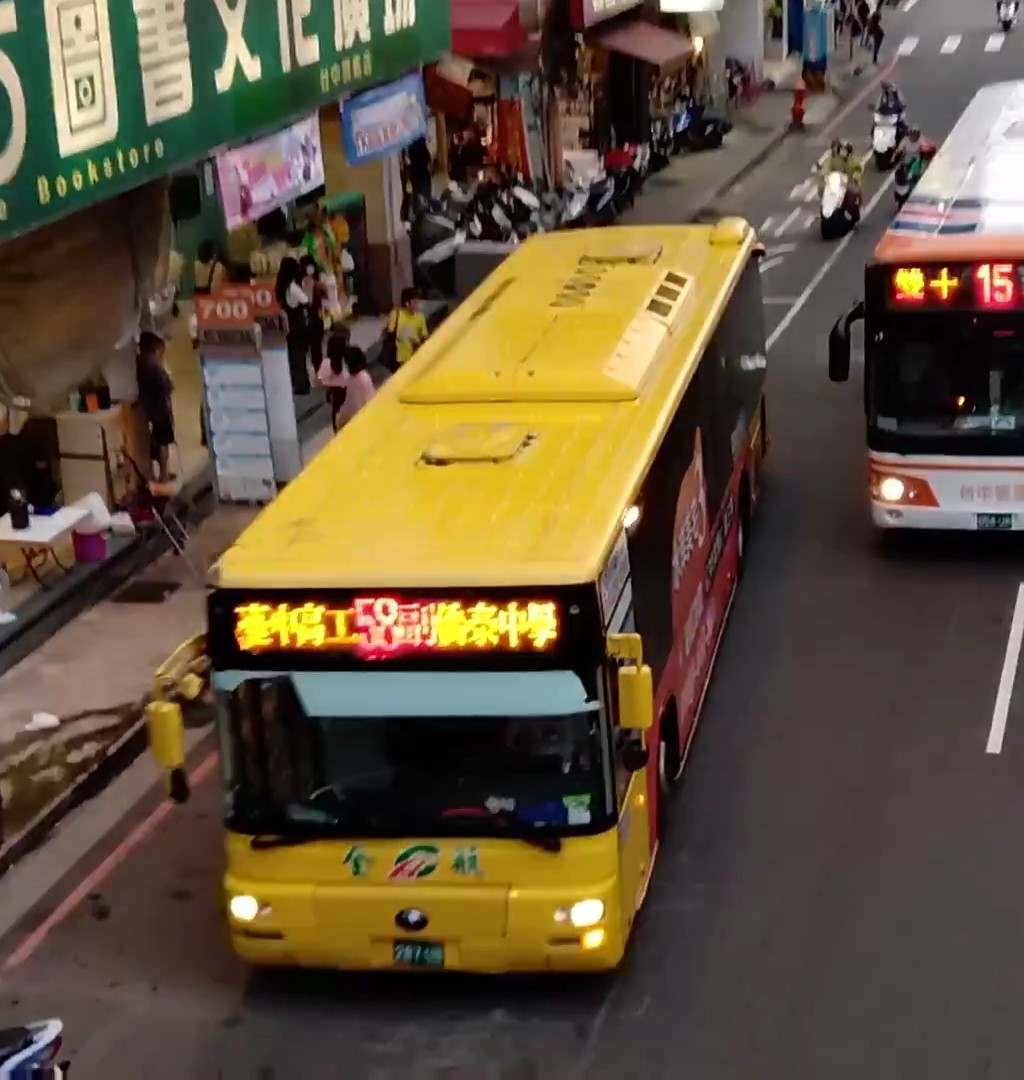
2015年8月28日：新增58路副線（大慶活動中心－潭子勝利運動公園）（經大富路、大豐路）。
- 2016年3月1日：「潭子」更名為「潭子國小」。
- 2017年7月1日：「市立殯儀館」更名為「北區運動中心」。
- 2018年10月29日：配合潭子區公所移址到現今的潭子聯合辦公大樓，「潭子區公所」更名為「中山潭子街口」。
- 2018年12月3日：「潭子火車站」更名為「潭子車站」。
- 2019年1月1日：「臺中火車站」去程、回程分別更名為「臺中車站（民族路口）」、「臺中車站（成功路口）」。
- 2019年11月30日：配合繞駛臺中車站，進臺中轉運中心月台停靠，並增設「臺中車站」單邊設站（B月台）。[2]
- 2021年2月3日：大慶活動中心端點延駛至中山醫學大學。
- 2024年3月1日：調整發車時刻。[3]
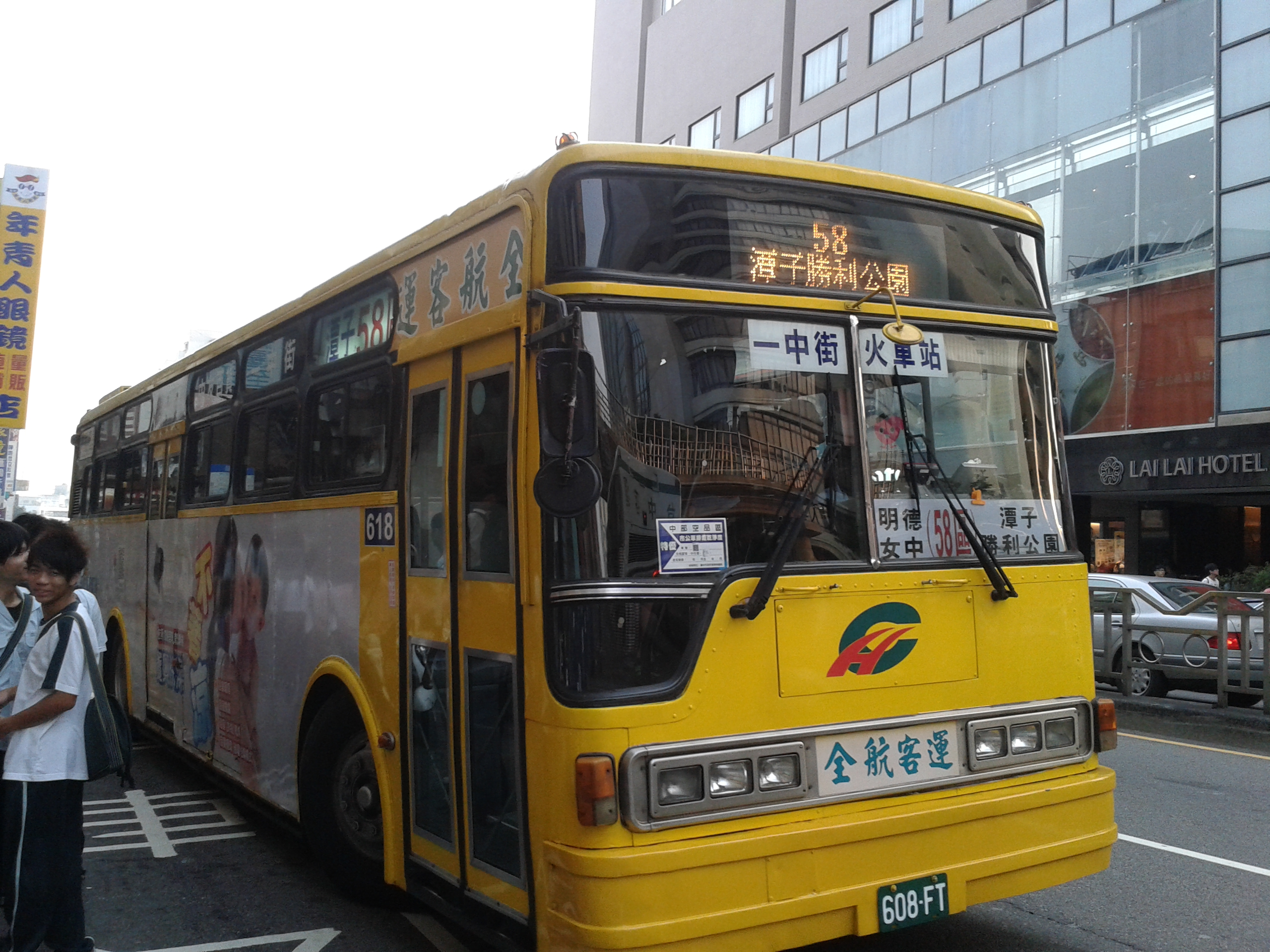
2024年8月30日：58區1、58區2路停駛。

## 路線基本資料
單程行車里數約19.5公里，單程行車時間約1小時15分。去程往甘蔗里活動中心59站，返程往大慶活動中心59站。
自中山醫學大學起，轉入建國北路一段後再轉入大慶街二段，接著沿南區復興北路、東興路一段、工學路、工學六街、高工路、大里區大明路、國光路、南區忠明南路、明德街、台中路、中區建國路、中區、東區雙十路、北區精武路、三民路、崇德路一段、北屯區崇德路二段、崇德路三段、潭子區崇德路四段、雅潭路二段、雅潭路一段、中山路二段、圓通南路、勝利路到甘蔗里活動中心。

### 時刻表
- 時刻表僅供參考，請以全航客運網站公告為準。時刻表更新時間為2024年8月30日。

| 台中市公車58路時刻列表                                                                                             | 台中市公車58路時刻列表                                                                                             |
| --- | --- |
| 中山醫學大學發車                                                                                                   | 甘蔗里活動中心發車                                                                                                 |
| 平／假日 尖峰時間：班距30～45分/班 06:00～08:00、16:00～18:00 離峰時間：班距45～60分/班 08:00～16:00、18:00～22:00 | 平／假日 尖峰時間：班距30～45分/班 06:00～08:00、16:00～18:00 離峰時間：班距45～60分/班 08:00～16:00、18:00～22:00 |
| 台中市公車58副路時刻列表                                                                                           | |
| 中山醫學大學發車                                                                                                   | 甘蔗里活動中心發車                                                                                                 |
| 平／假日 08:05、11:15、14:40、18:15                                                                                | 平／假日 06:15、09:40、13:05、16:20                                                                                |

### 收費
- 一般市區公車（1～999、綠1～綠4）：依里程計費，收費費率為［2.431×搭乘里程數×（1+5%營業稅）］元。
  - 於基本里程8公里內票價為全票20元、半票11元。
  - 兒童、老人、身心障礙者及其陪伴者依規定半票收費，半票收費費率為原收費費率的一半。
  - 市民限定交通卡：前10公里免費，超過10公里部分票價比照收費費率，且上限為10元。
- 小黃公車（黃1～黃25）：免費。
- 幸福公車（梨山1）：票價比照臺中市計程車收費費率，持電子票證刷卡全程免費。
- 市民小巴（市民小巴1～市民小巴4）：票價比照一般市區公車收費費率，持電子票證刷卡全程免費。

### 停站
- 參見右側站牌路線圖，綠色路段表示行駛優化公車專用道。

## 圖片集
- 58路正線
- 58路副線
- 58路區間車